# Anti Tour
Anti Tour foi a décima segunda turnê da cantora australiana Kylie Minogue. Essa foi a primeira turnê que conteve materiais excepcionais da carreira de Minogue, como B-sides, músicas demos e gravações raras.

## Antecedentes
Em abril de 2011, durante a Aphrodite: Les Folies Tour, Kylie falou sobre o conceito da Anti Tour:
Haviam rumores de que a turnê percorrerá os Estados Unidos em algum momento, sendo a terceira turnê da cantora a passar por lá, mas isso não aconteceu.

## Repertório
1. "Magnetic Eletric"
2. "Made in Heaven"
3. "Cherry Bomb"
4. "B.P.M"
5. "Mighty Rivers"
6. "I’m Over Dreaming (Over You)"
7. "Always Find The Time"
8. "You’re The One"
9. "Tightrope"
10. "Paper Dolls"
11. "Stars"
12. "Drunk"
13. "Say Hey"
14. "Too Much"
15. "Bittersweet Goodbye"
16. "Disco Down"
17. "I Don’t Need Anyone"
18. "Got to Be Certain"
19. "Things Can Only Get Better"

Encore:
1. "That’s Why They Write Love Songs"
2. "Tears on My Pillow"
3. "Enjoy Yourself"[5]

## Datas
| Oceania             |            |            |                    |               |          |
| 18 de março de 2012 | Melbourne  | Austrália  | Palace Theatre     | 3,710 / 3,710 | $395,680 |
| 20 de março de 2012 | Sydney     | Austrália  | Luna Park Sydney   | 3,000 / 3,000 | $326,900 |
| Europa              |            |            |                    |               |          |
| 1 de abril de 2012  | Manchester | Inglaterra | Manchester Academy | 4,000 / 4,000 | $411,876 |
| 2 de abril de 2012  | Manchester | Inglaterra | Manchester Academy | 4,000 / 4,000 | $411,876 |
| 3 de abril de 2012  | Londres    | Inglaterra | Hammersmith Apollo | 5,055 / 5,055 | $588,242 |